# نفروپاتی ایمونوگلوبین آ

دیمر ایمونوگلوبولین آ

نفروپاتی ایمونوگلوبین آ (انگلیسی: IgA nephropathy) یا سندرم برگر (Berger's disease) نوعی گلومرولونفریت است.
این نوع گلومرولونفریت از گروه نشانگان نفریتیک است و در اطفال شایعتر می‌باشد. شایعترین شکل آن هماچوری بدون درد یکی دو روز بعد از عفونت ساده تنفسی است. در آزمایش ادرار علاوه بر هماچوری، پروتئینوری خفیف هم داریم. در بیوپسی کلیه تجمعات ایمونوگلوبین آ در میکروسکوپ الکترونی فلوئورسانس در گلومرول‌ها دیده می‌شود.